# Сити-го-сан

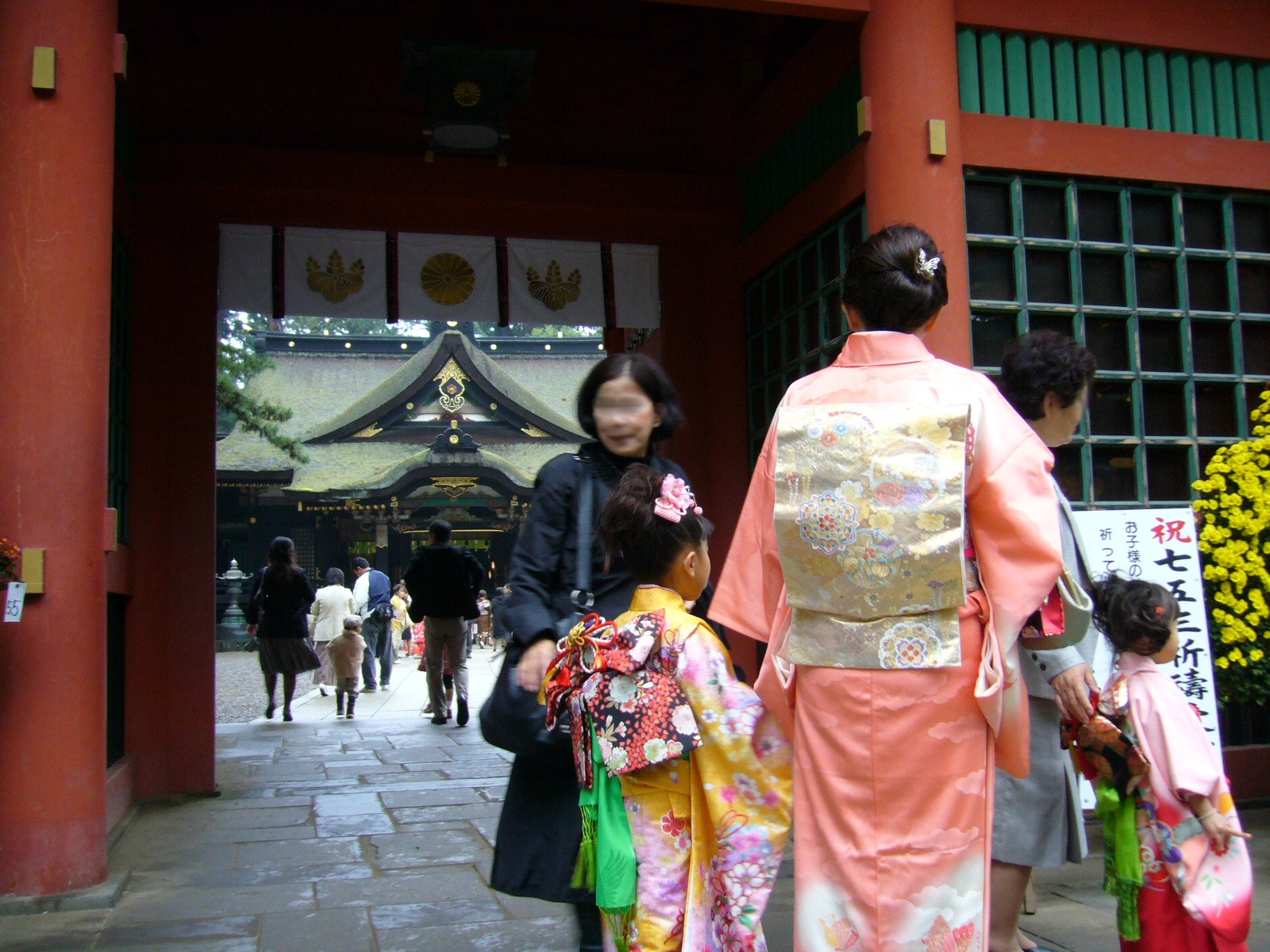
Поход в синтоистский храм на праздник Сити-го-сан в воскресенье, ближайшее к 15 ноября

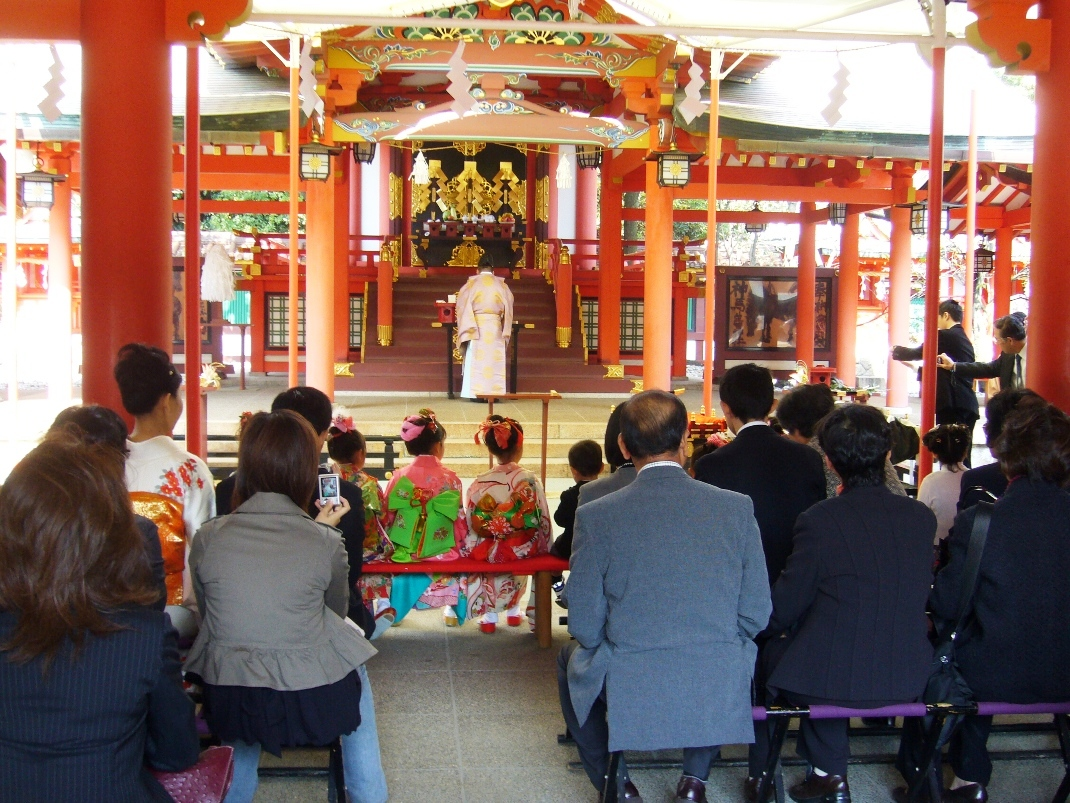
Синтоистская церемония

Сити-го-сан (яп. 七五三, букв. «семь-пять-три») — традиционный праздник и фестиваль в Японии, приурочен каждый год к 15 ноября (на холодном Хоккайдо — на месяц раньше — к 15 октября). В этот день пятилетних и трёхлетних мальчиков, а также семилетних и трёхлетних девочек одевают в праздничные одежды и приводят в синтоистские храмы. Этот праздник не является государственным, поэтому японцы обычно отмечают его в ближайшие после 15 ноября выходные. В некоторых регионах Японии также не требуется проведение обряда для трёхлетних мальчиков.

## Особенности отсчёта возраста
Следует учитывать, что определение возраста по традиционному японскому календарю отличается от принятого на Западе. Чтобы получить западный возраст от названных чисел, как правило, следует отнять единицу, поскольку по традиционной японской системе определения возраста кадзоэдоси, срок беременности засчитывался за один год жизни. Таким образом праздник проводился для детей, которым реально исполнялось 2, 4 и 6 лет. В настоящее время распространена также система исчисления возраста маннэнрэй (от даты рождения), что приводит датировки в соответствие с западной традицией.

## История

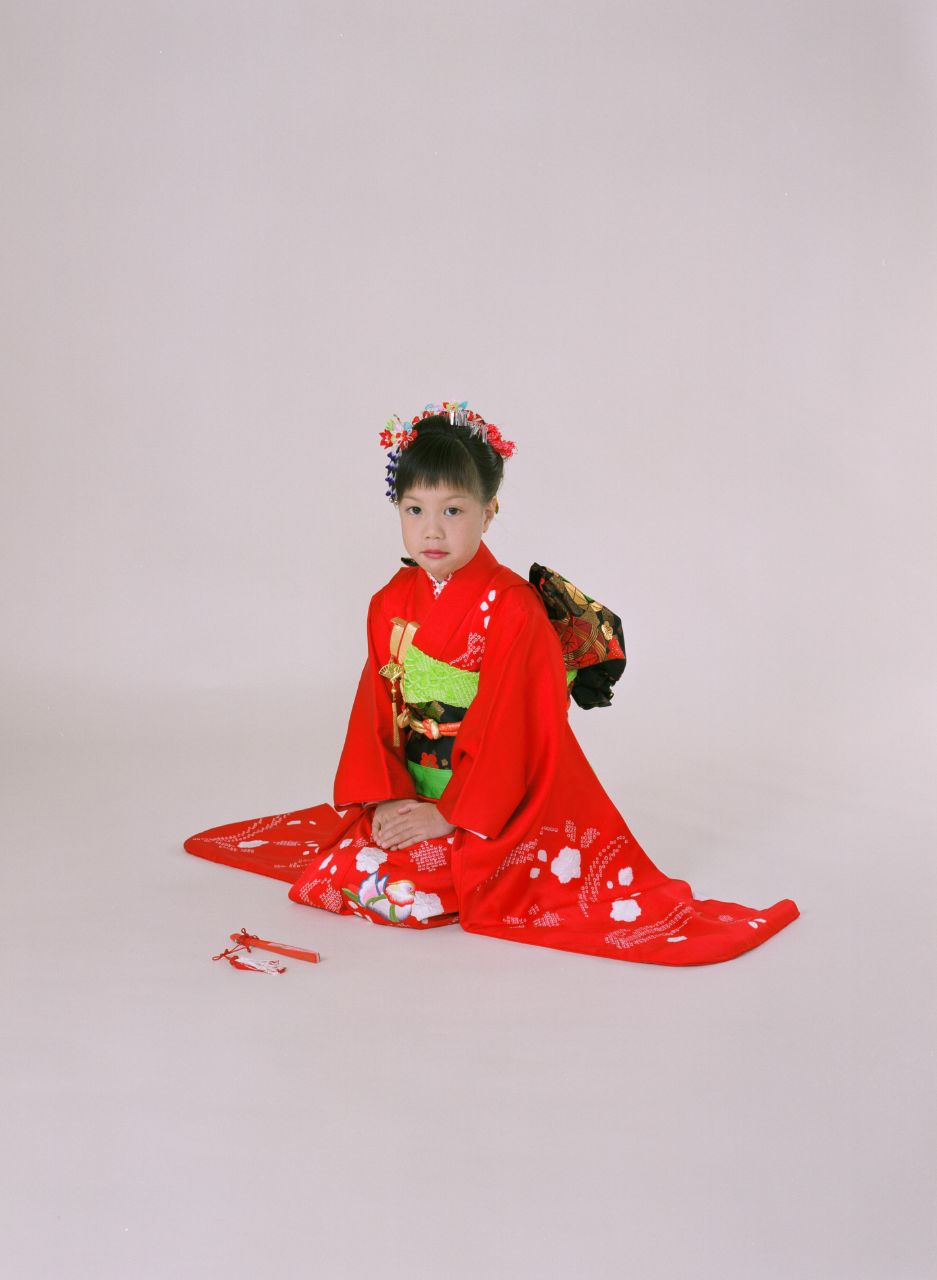
Семилетняя девочка в праздничном кимоно

Праздник возник в период Хэйан, его праздновали знатные дома, когда их дети переходили в отрочество. Числа три, пять и семь, как нечётные, согласно японской нумерологии, считаются счастливыми. Дата празднования (15 ноября) была установлена в период Камакура.
Появление праздника было обусловлено высокой детской смертностью в Японии того времени. Поэтому важные критические временные вехи, по прохождении которых шансы ребёнка выжить и достичь совершеннолетия всё более повышались, особо отмечались. Вплоть до семилетнего возраста ребёнка не считали всецело принадлежащим к миру живых, что отразилось в традиционном выражении «До семи лет — среди ками (богов)».
Со временем традиция празднования перешла к самураям, которые добавили несколько новых обрядов. Дети до трёхлетнего возраста по обычаю должны были ходить только с гладко выбритой головой. Мальчикам в пять лет в первый раз надевали хакама, а девочкам семи лет повязывали на кимоно традиционное оби, вместо верёвки, которую они носили до этого. В период Мэйдзи практика празднования была принята и простолюдинами, которая включала в себя посещение храма для избавления от плохого настроения и прошения долгой жизни и здоровья.

## Современная практика
Традиция мало изменилась с периода Мэйдзи. Детям теперь не обязательно до этого возраста ходить лысыми, но в сам день Сити-го-сан традиционно накладывается косметика и укладывается причёска. Трёхлетние девочки носят теперь хифу (своеобразный жилет) вместе с кимоно. Также иногда дети одеваются формально согласно западному стилю. С развитием фототехники этот день сейчас известен как день фотографирования детей.
Подготовка праздничных атрибутов дважды, с промежутком по два-четыре года, обходится достаточно дорого и накладно для родителей. Так, стоимость детской одежды к церемонии по ценам 2008 года достигла около 100 тысяч йен, поэтому в основном все необходимые аксессуары берутся напрокат, что позволяет полностью уложиться приблизительно в 50 тысяч йен.
Это очень важная стадия взросления ребёнка, этот праздник возвышает ребёнка до «маленького мужчины» («маленькой женщины»).

## Кулинарные особенности
В этот праздник детям дарят титосэ амэ (яп. 千歳飴, букв. «тысячелетние конфеты»). Они представляют собой длинные, тонкие красно-белые конфеты, которые символизируют здоровый рост и долгую жизнь. На бумажной обёртке конфеты изображается цуру-камэ — буквально «журавль и черепаха» (символы долголетия и мудрости соответственно) и сётикубай — «сосна, бамбук и слива» (символы здоровья и выносливости). Эта сладость пользуется большой популярностью у детей.
Особенностями домашнего стола в этот день являются сэкихан — рис с фасолью-адзуки и рыба, зажаренная целиком.